# Petlād
Petlād är en ort i Indien.   Den ligger i distriktet Anand och delstaten Gujarat, i den västra delen av landet, 800 km sydväst om huvudstaden New Delhi. Petlād ligger 37 meter över havet och antalet invånare är 51 819.
Terrängen runt Petlād är mycket platt. Runt Petlād är det tätbefolkat, med 881 invånare per kvadratkilometer. Närmaste större samhälle är Anand, 18,0 km nordost om Petlād. Trakten runt Petlād består till största delen av jordbruksmark.